# Teddy Ted
Teddy Ted è una serie di fumetti francese creata nel 1963 dallo sceneggiatore Jacques Kamb e disegnata da Yves Roy (pseudonimo di Francisco Hidalgo ). Dopo tre episodi, i due autori lasciano il posto a Roger Lécureux alla sceneggiatura e Gérald Forton al disegno, che daranno molto lustro alla serie.
L''eponimo del personaggio è scelto dal maestro Jacques Kamb ispirato all'allitterazione formata dal nome di Lucky Luke..

## Sinossi
La serie Teddy Ted è un western realistico con un'atmosfera molto classica.
Il protagonista è un cowboy solitario, fedele al ranch noto come «du Triangle 9», situato vicino all'immaginaria città di Tombstone, che combatte banditi di ogni tipo, cavalca il suo cavallo Stormy e sostiene il venerabile sceriffo Old Pecos. È circondato da vari personaggi ricorrenti: Sancho e il giovane Bronxy, il medico alcolizzato Doc Holways (ovviamente ispirato al personaggio di Doc Boone, interpretato dall'attore Thomas Mitchell, nel film Ombre Rosse di John Ford e forse anche al personaggio di Doc Holliday nella Sfida all'O.K. Corral (film) e l'Apache suo misterioso e taciturno compagno. In seguito, a questi vari protagonisti si aggiungono Mamie Bazar, Padre Six-Coups, Dors-dehors..
In modo molto tradizionale, Teddy Ted appartiene alla categoria dei "vigilanti dal cuore grande". Tuttavia, questa dimensione svanisce durante un episodio molto cupo, in cui l'eroe svuota la sua pistola contro l'assassino della giovane Bronxy, scandendo ogni proiettile sparato con un "per Bronxy!".
In precedenza, nella Battaglia dei Giganti, il cowboy ha già vendicato il suo compagno Rouky, vigliaccamente ucciso da Snake, a sua volta fratello di un pistolero di nome Crazy-Colt. In questo episodio, Teddy Ted, opposto a questo bandito re della pistola, acquista una sorprendente dimensione drammatica. Infatti, a causa del morso di un serpente che gli ha temporaneamente paralizzato la mano destra, non può sperare di competere con il pistolero. Tuttavia, contro ogni previsione, quest'ultimo si dimostra leale e generoso. Lo scontro finale, in un deserto roccioso, fa leva sulle emozioni del lettore - cosa rara in Pif Gadget, dove preferiamo eroi senza paura o rimproveri, e sicuri del loro diritto.
Un terzo episodio, sicuramente collegato alla fantastica cavalcata, racconta l'incontro tra Teddy e l'Apache dove i due eroi, che fino a quel momento non sapevano nulla l'uno dell'altro, sono stati in realtà cresciuti dallo stesso uomo, a dieci anni di distanza.
Nel 1971 il Corriere dei Piccoli n° 1 e 2 pubblica la storia di Teddy Ted tradotta in italiano chiamata " Il vagabondo del grande fiume" del 1968.

## Racconti di Teddy Ted
La serie è uscita in edicola per tredici anni, prima in episodi dal n. 934 del periodico Vaillant del 7 aprile 1963, poi come storie complete nel giornale Pif Gadget fino al n. 312 (n. 1550) del 18 aprile 1975. La serie finì dopo il 122º episodio, sostituita dall'adattamento della serie televisiva Selvaggio west.
Un piccolo formato è stato pubblicato con questo titolo dall'editore Jeunesse et Vacances - sei numeri, da febbraio a dicembre 1977, in formato 20x27 cm. Oltre alle avventure di Teddy Ted (Roger Lécureux & Gérald Forton), il libretto contiene anche Les Rigolus et les Tristus (Jean Cézard) e Nasdine Hodja (Roger Lécureux & Pierre Le Guen).

### Pif-Gadget

#### Anno 1972
- Celui qui voulait se faire abattre RC (Récit complet)/10 pl(anches) Pif Gadget 150 Janvier 72
- Pour gagner Stormy RC/10pl Pif Gadget 153 janvier 72
- Tire d'abord, explique toi ensuite RC/10pl Pif Gadget 156 février 72
- Le mystère de Rock Hill RC/10pl Pif Gadget 159 mars72
- Le grand cirque de l'ouest RC/10pl Pif Gadget 162 mars 72
- La folie du juge Hawk RC/10pl Pif Gadget 165 avril 72
- Le saloon de la malédiction RC/10pl Pif Gadget 168 mai 72
- Comme un reflet dans un miroir RC/10pl Pif Gadget 171 mai 72
- Le filon du Glen Tracy RC/10pl Pif Gadget 175 juin 72
- La hantise de Doc Spencer RC/10pl Pif Gadget 178 juillet 72
- Un révolver, l'orgueil et la mort, 10 planches, n° 184 (1422), septembre 1972.
- Son dernier cheval, n° 187 (1425), 10 planches, septembre 1972.
- Echec aux Vigilants, n° 189 (1427), 10 planches, octobre 1972.
- La gazette de l'oncle Dick, n° 192 (1492), 10 planches, octobre 1972.
- Une dette à payer, n° 195 (1433), 10 planches, novembre 1972.
- Pour une noisette d'or, n° 199 (1437), 10 planches, décembre 1972.

#### Anno 1973
- Les bracelets de fer, n° 201 (1439), 10 planches, janvier 1973.
- Shérif pour un jour !, n° 203 (1441), 10 planches, janvier 1973.
- Le retour de l'Apache, n° 207 (1445), 10 planches, février 1973.
- Le déserteur, n° 211 (1449), 10 planches, mars 1973.
- Les remords d'Old Pecos, n° 213 (1451), 10 planches, mars 1973.
- Trois filles pour l'Ouest, n° 215 (1453), 20 planches, avril 1973.
- Combat pour un mort vivant n° 217 (1455), 10 planches, avril 1973.
- Se taire pour survivre, n° 220 (1458), 10 planches, mai 1973.
- Les fugitifs d'Oakland, n° 222 (1460), 10 planches, mai 1973.
- Quand la pluie cessera, n° 225 (1463), 20 planches, juin 1973.
- Le cinquième papoose, n° 229 (1467), 10 planches, juillet 1973.
- Les fantômes frappent la nuit, n° 231 (1469), 20 planches, juillet 1973.
- Le village fantôme, n° 237 (1475), 10 planches, septembre 1973.
- Un convoi très spécial, n° 242 (1480), 16 planches, octobre 1973.
- Menace sur la ville, n° 244 (1482), 16 planches, octobre 1973.
- La cage de fer, n° 247 (1485), 10 planches, novembre 1973.
- Un peuple à sauver, n° 250 (1488), 16 planches, décembre 1973.
- Le chapardeur, n° 253 (1491), 16 planches, décembre 1973.

#### Anno 1974
- Une rançon pour Mamie, n° 256 (1494), 16 planches, janvier 1974.
- Une balade sur le fleuve, n° 260 (1498), 16 planches, février 1974.
- Le pirate, n° 263 (1501), 16 planches, mars 1974.
- La folle des Rock Hills, n° 266 (1504), 10 planches, avril 1974.
- Le maître d'école, n° 269 (1507), 16 planches, avril 1974.
- L'étrange cas du Ct Parker, n° 272, 16 planches, mai 1974.
- Pour 10 lingots d'or, n° 275, 16 planches, juin 1974.[4]
- L'étrange haine de Jimmy Tower, n° 278 (1516), 10 planches, juin 1974.
- Les bracelets de fer, n° 280 (1518), 16 planches, juillet 1974.
- Le chasseur d'hommes, n° 281 (1519), 16 planches, juillet 1974.
- Le ramasseur de mauvaises herbes, n° 284 (1522), 16 planches, août 1974.
- La monnaie de la pièce, n° 287 (1525), 16 planches, août 1974.
- Le cow-boy aux yeux d'or, n° 291 (1529), 9 planches 1/2, septembre 1974.
- Old Pecos sur la touche, n° 294 (1532), 16 planches, octobre 1974.
- Fiesta au Triangle 9, n° 303 (1541), 16 planches, décembre 1974.